# Папієв Михайло Миколайович
Папі́єв Миха́йло Микола́йович (нар. 1 жовтня 1960, Запоріжжя) — український політик, з 2014-го нардеп України від Опозиційного блоку, колишній член Партії регіонів.
Випускник Чернівецького державного університету.

## Життєпис
Трудову діяльність розпочав у серпні 1980 року складальником напівпровідникових приладів спеціального конструкторсько-технологічного бюро «Фонон» при ЧПУ.
У липні 1984 року направлений на роботу в центральну заводську лабораторію Чернівецького виробничого об'єднання «Електронмаш» на посаду інженера. В жовтні 1986 року був призначений представником Державного приймання продукції на Чернівецькому виробничому об'єднанні «Електронмаш».
З січня 1990 року — голова ВО «Альянс». У квітні 1993 року генеральний директор виробничого об'єднання «Альянс», яке увійшло в Асоціацію по виробництву легкових та спеціалізованих автомобілів «Таврія». З квітня 1997 року генеральний директор науково-виробничого підприємства «Полімермаш».

### Політика
З 1997 року — у лавах СДПУ(О), з грудня того ж року — секретар Чернівецького обласного комітету партії.
1997—2000 — заступник голови Чернівецької обласної держадміністрації.
До Верховної Ради України був обраний у 2002 року за списком СДПУ(О). Входив до комітету з питань екологічної політики, природокористування і ліквідації наслідків Чорнобильської катастрофи. Був заступником голови фракції СДПУ(О).
З листопада 2002 року до 3 лютого 2005 р. працював міністром праці та соціальної політики України, вдруге очолював це міністерство з 4 серпня 2006 року до 18 грудня 2007.
На позачергових парламентських виборах 2007 р. балотувався за списком Партії регіонів, для чого призупинив своє членство в СДПУ(О). Згодом вступив до лав ПР, став «тіньовим» міністром соціальної політики в «опозиційному уряді» Януковича.
З 18 березня 2010 р. — глава Чернівецької обласної державної адміністрації. Державний службовець 1-го рангу.
19 лютого 2014 року під тиском кількох тисяч чернівчан подав у відставку в обмін на розписку активістів Євромайдану про недопущення насильства на території Чернівецької області. Офіційно звільнений з посади 7 березня 2014 року.
25 лютого 2014 року Чернівецьке представництво «Опори» звернулось до прокуратури Чернівецької області з вимогою розслідувати факти порушення виборчого законодавства за фактами, зафіксованими спостерігачами та журналістами під час виборчої кампанії 2012 року. Прокуратурі було надано перелік з більш як 30 фактів, зокрема щодо агітації тодішнім головою Чернівецької ОДА Папієвим за кандидатів в нардепи від Партії регіонів. За результатом звернення було відкрито кримінальне провадження.
26 жовтня 2014 року обраний нардепом ВРУ VIII скликання під 22 номером виборчого списку Опозиційного блоку, неофіційної правонаступниці Партії регіонів. Голова підкомітету з питань депутатської етики Комітету ВРУ з питань Регламенту та організації роботи.

## Критика
У 2014 році було відкрито кримінальне провадження через зловживання службовим становищем. За даними слідства, Папієв використав службову поїздку для агітації за кандидатів в народні депутати від Партії регіонів.
18 січня 2018 року був одним з 36 депутатів, що голосували проти Закону про визнання українського сувернітету над окупованими територіями Донецької та Луганської областей.
У травні 2018-го журналісти зафіксували, як Папієв, порушуючи закон, розставляє картки «колег» по Опозиційному блоку перед голосуванням.
22 липня 2025 року голосував за закон України 12414 який був ухвалений з порушенням Регламенту Верховної Ради України та підпорядкував НАБУ та САП Генеральному прокурору і викликав масові протести.

## Нагороди, відзнаки
- Медаль «На славу Чернівців»
- Орден За заслуги ІІ ст.[17]
- Орден За заслуги ІІІ ст.
- Орден Дружби (Росія)